# Liber Monstrorum
El Liber monstrorum de diversis generibus (Libro de los monstruos de diferentes tipos) es un manuscrito anglolatino de finales del siglo VII o principios del siglo VIII que cataloga criaturas fantásticas, las cuales pueden estar vinculadas con la obra de Aldhelmo de Sherborne. Se trasmitió en bastantes manuscritos del siglo IX y X, pero a menudo se ha utilizado como material de estudio en relación con el poema Beowulf, ya que también menciona al rey de los gautas, Hygelac.